# عبدالله سبحان
عبدالله سبحان (به تاجیکی: Абдулло Субҳон)؛ (زادهٔ ۲ مارس ۱۹۵۵) شاعر، روزنامه‌نگار، و مترجم تاجیک اهل ازبکستان است. وی مدیر بخش ادبیات و هنر روزنامهٔ آواز تاجیک، نشریهٔ دیوان وزیران جمهوری ازبکستان، و عضو اتحاد نویسندگان ازبکستان (از سال ۱۹۹۴ میلادی) است. سبحان دارندهٔ عنوان «اعلاچی فرهنگ تاجیکستان» (۲۰۱۰ میلادی) و برندهٔ مدال «شهرت» (۲۰۱۵ میلادی) در ازبکستان است.

## زندگی شخصی
عبدالله سبحان در ۲ مارس ۱۹۵۵ میلادی در ناحیهٔ سیحون‌آباد ولایت سیردریا در جمهوری شوروی سوسیالیستی ازبکستان متولد شد. روستای سنتب ناحیهٔ نُرَتا (ولایت نوایی در ازبکستان)، که در اشعارش از آن بسیار یاد کرده‌است، زادگاه پدر و نیاکان اوست. پدر و  مادرش افرادی عادی بوده‌اند. عبدالله سبحان مکتب میانه را در سال ۱۹۷۲ میلادی در زادگاه خود گذراند و سپس به مدت چهار سال در بخش زبان و ادبیات دانشکدهٔ عام‌آموزی به نام صدرالدین عینی شهر سمرقند تعلیم گرفته‌است.
وی اکنون همراه با خانواده‌اش در شهر تاشکند اقامت دارد و از زندگی مشترک با همسر خود قربان‌گُل، دارای سه پسر و  یک دختر است.

## زندگی حرفه‌ای
عبدالله سبحان پس از پایان دانشگاه، چند سال زبان و ادبیات تاجیکستان را در دبیرستان کارل مارکس (که اکنون قدیق سلطانوف نامیده می‌شود) در منطقهٔ سغد تدریس کرد. از اوایل سال تحصیلی‌اش، اشعار او به‌زبان‌های ازبکی و تاجیک در نشریات منتشر شده‌است. در سال ۱۹۸۹ میلادی، روزنامهٔ صدای تاجیکستان از او خواست تا با آن‌ها همکاری کند که در حال حاضر در همان اداره به عنوان رئیس بخش ادبیات و هنر کار می‌کند.

## آثار
به غیر از اشعار پراکنده‌ای که در روزنامه‌ها و  مجله‌های مختلف به چاپ رسیده‌اند، عبدالله سبحان کتاب‌های زیر را به چاپ رسانده است: مشک صبح (۱۹۸۸)، ندای سربدار (۱۹۹۲)، افق پندار (۲۰۰۰)، گرد انجم (۲۰۰۷)، و مرز خورشید (۲۰۱۵).

## نمونهٔ اشعار
شرم می‌دارم
می‌تراشم عکسی همراه از تنِ دیوار
نسلِ سامانی، تباری رودکی هستم و ناجوریم
گرگ و  گوسفندیم در پیچ‌و خم دنیای ناهموار. رخنه‌ها دارد حصار وحدت ما از همه جانب،
سیرگاه چارپای و  بادهای تند صحراهاست این منزل،
فسل سرمایش دراز است و  بهارش کوته و  غم‌بار.
زین سبب بر زنه‌های ارتقا پا را نمی‌مانیم،
چشم دنیا شوکت ما را نمی‌بیند،
دور می‌گردییم دور نقطه‌ای بی‌سود چون پرگار. روبَهان حیله‌گر ما را علیه یکدگر شورَند،
ناعیان کارند عروق کینه در مرز دل و  احساس،
روبهان را پوست کندن کار شیرانیست خوش‌پیکار.
قلعهٔ ویران وحدت را کند ترمیم تنها عشق،
احترام یکدگر ما را بَرَد تا منزلِ امید.
در دل ما دانه‌ای عشق و  محبت کار، ای جبار ای قهار! 